# 沙特勒内
沙特勒内（法語：Chartrené，法語發音：[ʃaʁtʁəne] ⓘ）是法国曼恩-卢瓦尔省的一个旧市镇，属于索米尔区。2016年，沙特勒内和相邻的其它8个市镇并入市镇安茹地区博热。

## 地理
沙特勒内（47°29'31"N, 0°7'34"W）面积3.79 平方千米，位于法国卢瓦尔河地区大区曼恩-卢瓦尔省，该省份为法国西部内陆省份，大致对应安茹地区，北起顺时针与马耶讷省、萨尔特省、安德尔-卢瓦尔省、维埃纳省、德塞夫勒省、旺代省、大西洋卢瓦尔省和伊勒-维莱讷省接壤。
与沙特勒内接壤的市镇（或旧市镇、城区）包括：安茹地区博热、博塞、屈翁、莱布瓦当茹。
沙特勒内的时区为UTC+01:00、UTC+02:00（夏令时）。

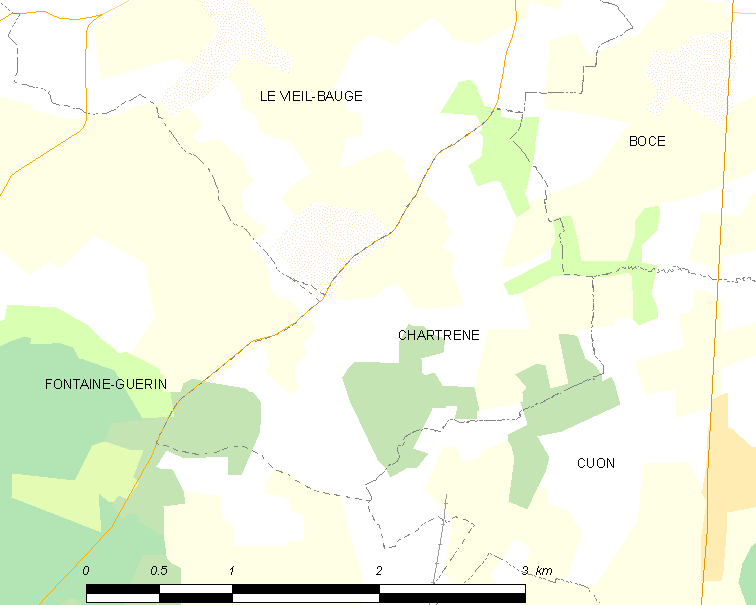
沙特勒内的OSM定位图

## 行政
沙特勒内的邮政编码为49150，INSEE市镇编码为49079。

## 政治
沙特勒内所属的省级选区为安茹地区博福尔县。

## 人口

1962-2008年间沙特勒内人口变化图示

沙特勒内于2018年1月1日时的人口数量为62人。